# Neutraliteit van Zwitserland

Vlag van Zwitserland.

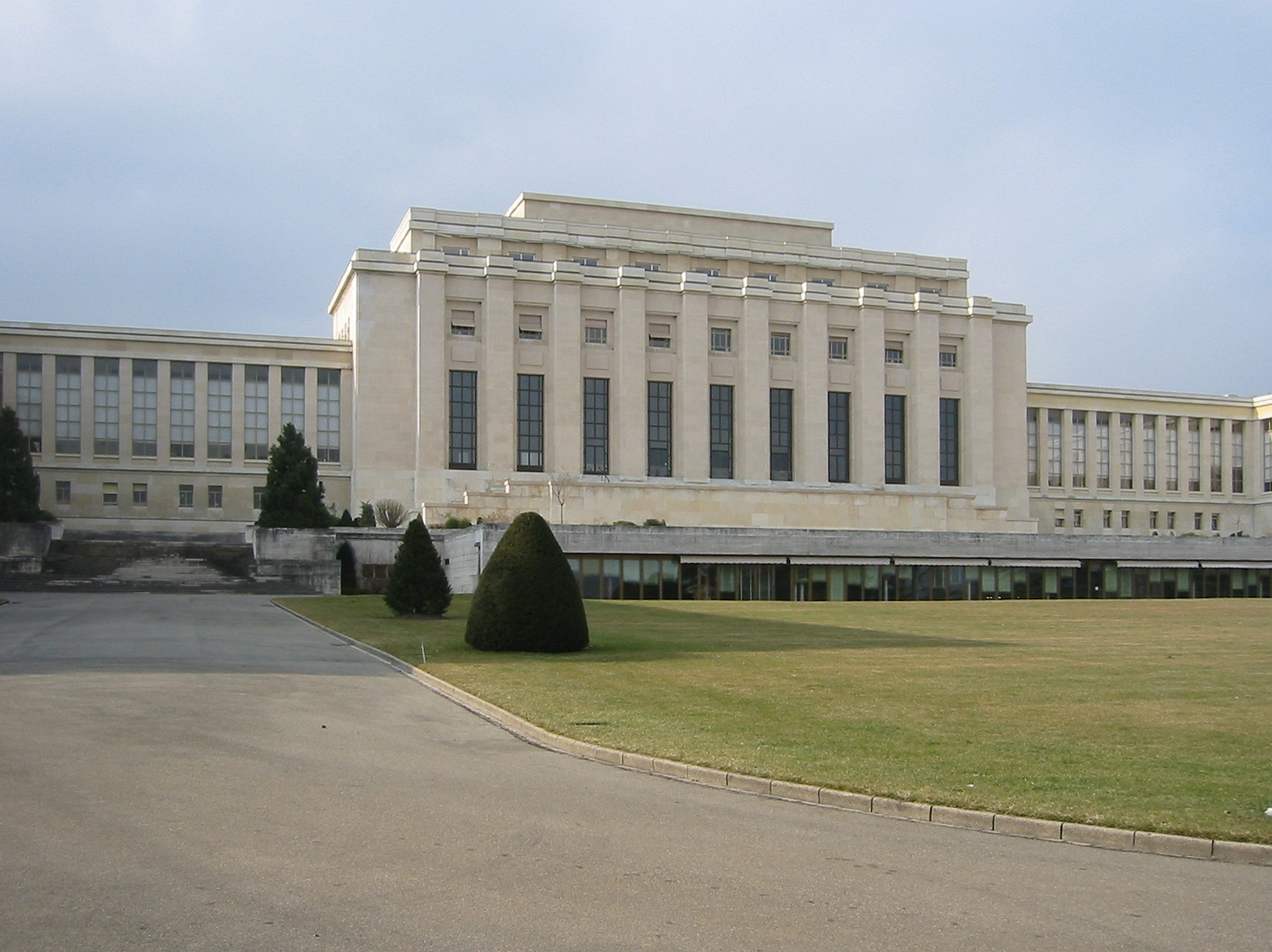
Het Natiënpaleis (Palais des Nations) in Genève.

De neutraliteit van Zwitserland werd op 20 maart 1815 door het Congres van Wenen opgelegd door de Europese grootmachten, die eerder het Verdrag van Parijs hadden gesloten. Als gevolg geniet Zwitserland sindsdien het statuut van neutraal land, waardoor de integriteit en de onschendbaarheid van zijn grondgebied is gegarandeerd.

## 16e eeuw
Tot in de 16e eeuw waren de Zwitserse kantons verwikkeld midden in de diplomatieke en militaire conflicten binnen het Westers christendom. De Zwitserse kantons zijn bijvoorbeeld betrokken in de oorlogen tegen de Habsburgers, de oorlogen tegen het Hertogdom Bourgondië en de Slag bij Marignano. Bij deze laatste veldslag werd het Vredesverdrag van Fribourg afgesloten, waarin werd bepaald dat Zwitserland zich diende te onthouden van oorlogen tegen Frankrijk.
Op 8 juni 1529 zouden, tijdens de Eerste Kappeleroorlog, zowel de strijdende katholieke als protestantse soldaten zijn verbroederd en zouden ze samen brood en melksoep gegeten hebben. Deze legende van de melksoep van Kappel staat symbool voor de Zwitserse neutraliteit.

## 17e eeuw
Gedurende de 17e eeuw evolueerde het Zwitsers Eedgenootschap naar een neutrale positie. De Dertigjarige Oorlog had wel degelijk een weerslag op het Oude Eedgenootschap, maar het hield zich afzijdig in de militaire operaties. Ze leverde echter wel wapens aan meerdere strijdende partijen. In 1647 verbonden de kantons zich ertoe zich gezamenlijk te verdedigen tegen een buitenlandse agressor. Hiertoe werd een Oorlogsraad opgericht, waarin zowel katholieken als protestanten zetelden. De Oorlogsraad kon op ieder moment een leger van 36.000 man oproepen. Tijdens de Vrede van Westfalen bevestigden de verschillende Europese grootmachten de autonomie van de Confederatie van de XIII kantons, zonder daarom een einde te stellen aan de traditionele associatie met het Heilig Roomse Rijk.

## 19e eeuw
Zwitserland werd meegesleept in de territoriale expansie van Frankrijk na de Franse Revolutie en ten tijde de Eerste Franse Republiek en later het Eerste Franse Keizerrijk onder Napoleon Bonaparte. In 1798 vielen Franse troepen Zwitserland binnen, dat afstand diende te doen van zijn neutraliteit. De Fransen installeerden de Helvetische Republiek, die werd bestuurd naar de instructies uit Parijs. In 1803 legde Napoleon de Mediationsakte op, die als Zwitserse grondwet zou gelden tot 1813. Tevens werden Zwitserse troepen ingelijfd in het Franse leger en ingezet in de Veldtocht van Napoleon naar Rusland in 1812. Na de Franse nederlaag in de Slag bij Leipzig in 1813 kondigde de Confederatie van de XXII kantons opnieuw haar neutraliteit af, al werd die echter geschonden door de coalitie tegen Napoleon. Eveneens rond 1813 bepleitte de Zwitserse gouvernante Jeanne Huc-Mazelet de Zwitserse neutraliteit bij de Russische tsaar. In het Verdrag van Parijs van 1815 zag Zwitserland opnieuw zijn neutraliteit worden gegarandeerd door de overwinnaars, namelijk door het Keizerrijk Oostenrijk, het Keizerrijk Rusland, het Verenigd Koninkrijk van Groot-Brittannië en Ierland en het Koninkrijk Pruisen. In dit verdrag werd Zwitserland tevens een gebiedsuitbreiding toegekend, met name de kantons Genève en Wallis en delen van het kanton Jura.
Tijdens de 19e eeuw hield Zwitserland vast aan zijn neutraliteit, niettegenstaande enkele crisismomenten in de regio, zoals de Neuchâtelcrisis in 1856 en de annexatie van het hertogdom Savoye door het Tweede Franse Keizerrijk van Napoleon III in 1860. Na de Frans-Pruisische Oorlog van 1870-1871 nam het land het verslagen leger van Charles-Denis Bourbaki op.
Vanwege de Zwitserse neutraliteit komen vele internationale organisaties zich in het land vestigen, zoals het Bureau van de Internationale Telegraafunie (1868) en het Bureau van de Wereldpostunie (1874). In 1859 schreef Henri Dunant zijn boek Een herinnering aan Solferino en stichtte hij het Rode Kruis. Vervolgens werd in 1864 in Genève de Eerste Geneefse Conventie afgesloten over de verzorging van de gewonden in oorlogstijd.

## 20e eeuw
Tijdens de Eerste Wereldoorlog was Zwitserland volledig omgeven door oorlogsvoerende landen, maar kon het zijn neutraliteit bewaren. Het dreef handel met beide strijdende partijen en nam tegenstanders van het conflict op, wat bijvoorbeeld leidde tot de Zimmerwaldconferentie, een bijeenkomst van socialistische internationalisten. Na de Wapenstilstand werd Genève gekozen als hoofdzetel van de Volkenbond. Zwitserland werd lid van de Volkenbond.
Tijdens de Tweede Wereldoorlog was Zwitserland omsingeld door de nazi-bezetter en zijn bondgenoot, het fascistische Italië. Tijdens deze periode probeerden veel burgerlijke en militaire vluchtelingen het land te bereiken. Dit leidde ertoe dat een vluchtelingenhelpster zoals Aimée Stitelmann (1925-2004) in juli 1945 door een militaire rechtbank werd veroordeeld omdat ze joodse kinderen de grens had helpen oversteken. Deze straf werd in 2004 vernietigd.
Tijdens de Koude Oorlog bemiddelde het diplomatiek korps van Zwitserland in tussen Noord- en Zuid-Korea, tussen de Verenigde Staten en de Sovjet-Unie en tussen de Verenigde Staten en Iran. Op ideologisch en economisch vlak behoorde Zwitserland nochtans tot het Westerse blok.
Sinds 1963 is Zwitserland lid van de Raad van Europa.

## 21e eeuw
Pas in 2002 werd het land lid van de Verenigde Naties: Zwitserland trad toe bij resolutie 1426 van de VN-Veiligheidsraad.  Zwitserland is daarentegen geen lid van de Europese Unie (EU), noch van de Noord-Atlantische Verdragsorganisatie (NAVO).